# Berenguela (Chile)
Berenguela es un poblado aimara altiplánico. Se ubica en la comuna de Colchane, Región de Tarapacá, Chile. Está situado a 4162 metros sobre el nivel del mar.